# Universitat de Berna
La Universitat de Berna (alemany: Universität Bern), és una universitat Suïssa situada a Berna. Va ser fundada el 1834. La universitat està regulada i finançada pel Cantó de Berna.

## Departaments
La Universitat té una matrícula d'aproximadament 13,000 estudiants, que estudien en vuit facultats diferents:
- Teologia Cristiana
- Dret
- Medicina
- Veterinària
- Estudis Econòmics i Socials
- Estudis Filosofia-històrica
- Estudis Filosofia-científica
- Estudis Filosofia-humanística

La Facultat de Filosofia-històrica és similar als departaments d'Art i Ciències en les universitats nord-americanes, en una varietat d'idiomes, història, lingüística, economia, filosofia, psicologia. La Facultat de Filosofia, la Ciència es limita a la "dur "ciències, com la química o la física.
La Facultat filosòfica-humanista es va fundar 2005 i permet als estudis en Educació, Esports i estudis psicològics.
El departament de Teologia Catòlica Antiga de la Facultat de Teologia és l'únic lloc en el món per estudiar teologia en aquest tipus de denominació.
La Facultat de Teologia té el menor nombre d'estudiants, mentre que la Facultat de Filosofia-històrica té la majoria dels estudiants.